# Гоэмон (фильм, 2009)
«Гоэмон» (яп. 五右衛門) — японский исторический фильм в жанре боевик. Действие происходит в XVI веке и рассказывает историю жизни знаменитого японского ниндзя Исикавы Гоэмона (яп. 石川 五右衛門,). Фильм представляет собой сюжет вымышленных подвигов Исикавы Гоэмона и его роль во время заключительного этапа Японской гражданской войны, в частности, в решающей битве при Сэкигахаре.

## Сюжет фильма
Будучи ребёнком, Гоэмон стал свидетелем того, как его семью убили по политическим причинам. Гоэмон вместе со своей смотрительницей бежали в лес, где подверглись нападению бандитов. Ребёнка спас Ода Нобунага, который взял его с собой и отдал на воспитание своему лучшему ниндзя Хаттори Хандзо, чтобы тот обучил его искусству ниндзя. Во время обучения Гоэмон знакомится с другим учеником Хандзо — Киригакурэ Сайдзо. Они становятся лучшими друзьями.
После смерти Нобунаги два молодых ниндзя расходятся: Сайдзо решил остаться на службе, чтобы в будущем стать самураем, а Гоэмон решает уйти, чтобы стать свободным. Промышляя воровством и вступаясь за обиженных, он стал любимцем женщин и кумиром толпы.
Спустя пятнадцать лет Гоэмон узнаёт, что убийцей его учителя был новый правитель Тоётоми Хидэёси и решает отомстить. Попав в круговорот политических интриг, Гоэмон не только вынужден идти против своего бывшего учителя Хандзо, но и лучшего друга — Сайдзо.
После множества тяжёлых испытаний Гоэмону удаётся отомстить за убийство своего наставника и убить Хидэёси. Предотвратив гражданскую войну, развязанную охотниками за властью, Гоэмон умирает от полученных ран.

## Главный герой
Прототипом главного героя стал широко известный в Японии ниндзя периода Адзути-Момояма Исикава Гоэмон (24 августа 1558 — 10 августа 1594). Также, как и Робин Гуд, Исикава Гоэмон воровал у богачей и помогал бедным. И хотя исторических данных о его жизни фактически нет, это не помешало ему стать народным героем.
История, рассказанная в этом фильме, так же как и роль Гоэмона на заключительном этапе японской гражданской войны, не соответствует действительности. Исикава Гоэмон, в отличие от сюжета фильма, был схвачен после неудачной попытки покушения на Тоётоми Хидэёси и сварен заживо 10 августа 1594 года.

## В ролях
| Персонаж          | Актёр               |
| ----------------- | ------------------- |
| Исикава Гоэмон    | Ёсукэ Эгути         |
| Юный Гоэмон       | Токимаса Танабэ     |
| Киригакурэ Сайдзо | Такао Осава         |
| Юный Сайдзю       | Такэру Сато         |
| Тятя              | Рёко Хиросуэ        |
| Сарутоби Саскэ    | Гори                |
| Тоётоми Хидэёси   | Эйдзи Окуда         |
| Акэти Мицухидэ    | Кадзуаки Кирия      |
| Исида Мицунари    | Дзюн Канамэ         |
| Токугава Иэясу    | Масато Ибу          |
| Ода Нобунага      | Хасиносукэ Накамура |
| Хаттори Хандзо    | Сусуму Тэрадзима    |
| Сэн-но Рикю       | Микидзиро Хира      |
| Матахаси          | Тэцудзи Тамаяма     |
| Гао               | Чхве Хон Ман        |
| Югири             | Эрика Тода          |

## Премии и награды
Фильм номинировали на премию Asian Film Awards 2010 года в категории «лучшая работа художника» и «лучшие спецэффекты».